# Angela Borsuk
Angela Borsuk (ur. 29 sierpnia 1967) – ukraińska szachistka, reprezentantka Izraela od 1999, arcymistrzyni od 1997, posiadaczka męskiego tytułu mistrza międzynarodowego od 2008 roku.

## Kariera szachowa
W 1990 r. uczestniczyła w finale indywidualnych mistrzostw Związku Radzieckiego. W 1998 r. podzieliła I-II m. w finale mistrzostw Ukrainy, natomiast w 2001 r. podzieliła III m. (za Ildikó Mádl i Nikolettą Lakos, wspólnie z Henriettą Łagwiławą i Elą Pitam) w kołowym turnieju w Tel Awiwie. W 2008 r. osiągnęła sukcesy na turniejach w Eupatorii (II m. za Jurijem Szkuro), Chersoniu (dz. II m. za Ołeksandrem Nosenko, wspólnie z Andrejsem Strebkovsem i Maszą Klinową) oraz w Tawryjsku (dz. I m. z Jurijem Szkuro).
W 1999 r. zadebiutowała w narodowym zespole Izraela na drużynowych mistrzostwach Europy, zdobywając srebrny medal za indywidualny wynik na III szachownicy. W turniejach DME wystąpiła jeszcze dwukrotnie (2005, 2007), w 2005 r. ponownie zdobywając srebrny medal (ale na II szachownicy). Oprócz tego, w latach 2000–2008 pięciokrotnie (w tym raz na I szachownicy) wystąpiła na szachowych olimpiadach.
Najwyższy ranking w dotychczasowej karierze osiągnęła 1 października 2008 r., z wynikiem 2398 punktów zajmowała wówczas 67. miejsce na światowej liście FIDE.